# Sauce Walka
Альберт Уокер Мондейн (родился 29 июня 1990), более известный как Сос Уо́ка (Sauce Walka) — американский рэпер из Хьюстона.

## Карьера
Мондейн начал выпускать микстейпы в 2014 году, в том же году сформировал дуэт Sauce Twinz с другим рэпером Sancho Saucy. Ему приписывают популяризацию сленгового термина «drip» (с англ. — «капля») в хип-хопе. В 2015 году Мондейн привлёк к себе внимание после того, как выпустил дисс-песню на Дрейка «Wack 2 Wack», обвинив его в присвоении хьюстонской хип-хоп культуры.
Sauce Walka сотрудничал с различными известными хип-хоп исполнителями, такими как Bun B, Chief Keef, Peso Peso, Sancho Saucy, Sauce Gohan, Lil 'Keke, Maxo Kream, Migos, Slim Thug, Трэвисом Скоттом, Trinidad James, XXXTentacion и другими.

## Проблемы с законом
Мондейн был причастен к инциденту, связанному со стрельбой, летом 2009 года. Мондейн признал себя виновным в убийстве после того, как ему было предъявлено обвинение в стрельбе и ранении человека во время концерта в Южном Техасском университете, в результате чего он выполнял общественные работы. В 2018 году полиция Хьюстона сообщила КПРК, что Мондейн был замешан в уличной преступной группировке под названием «Mash Mode» (в то время «A-Walk») в 2009 году.
В 2018 году в судебных документах штата Техас лейбл Мондейна The Sauce Factory описывался, как «криминальная банда, известная своей преступной деятельностью».  В ответ на обвинения Мондейн заявил:
Я собираюсь продолжать читать рэп, потому что знаю, что я не часть банды. Я знаю, что мы не банда, я знаю, что мы звукозаписывающий лейбл, я знаю, что я артист [...] Я не участвую в деятельности банд или ничего из того, что происходит там.

## Sauce Factory
Sauce Walka является создателем музыкального лейбла The Sauce Factory, который был создан 2014. Его аббревиатура TSF.

### Список подписантов
- 5th Ward JP[14]
- Drippy
- El Trainn
- JRag2x
- Peso Peso[15]
- Rizzoo Rizzoo[16]
- Rodji Diego[16]
- Sada Baby (отписан)
- Sancho Saucy[14]
- Sauce Brazy
- Sauce Gohan
- Sauce Walka
- Sauce Woodwinn
- Shackz B
- Sosamann
- Voochie P
- Sauce Hogg

## Дискография

### Микстейпы
| Название                                                               | Детали                                                                                                 |
| ---------------------------------------------------------------------- | --- |
| In Sauce We Trust (совместно с Sancho Saucy, как Sauce Twinz)          | - Выпущен: 24 ноября 2014 - Лейбл: The Sauce Factory - Формат: Цифровая загрузка                       |
| Sorry 4 The Sauce                                                      | - Выпущен: 24 февраля 2015 - Лейбл: The Sauce Factory - Формат: Цифровая загрузка                      |
| Sauce Theft Auto: Splash Andreas (совместно с Sancho Saucy и Sosamann) | - Выпущен: 4 июня 2015 - Лейбл: The Sauce Factory - Формат: Цифровая загрузка                          |
| Sorry 4 The Sauce 2                                                    | - Выпущен: 19 сентября 2015 - Лейбл: The Sauce Factory - Формат: Цифровая загрузка                     |
| Don't Let The Sauce Fool U (совместно Sancho Saucy, как Sauce Twinz)   | - Выпущен: 20 ноября 2015 - Лейбл: The Sauce Factory - Формат: Цифровая загрузка                       |
| Holy Sauce                                                             | - Выпущен: 26 мая 2016 - Лейбл: The Sauce Factory - Формат: Цифровая загрузка                          |
| Sorry 4 The Sauce 3                                                    | - Выпущен: 21 декабря 2016 - Лейбл: The Sauce Factory - Формат: Цифровая загрузка                      |
| The Sauce Father                                                       | - Выпущен: 5 января 2017 - Лейбл: The Sauce Factory - Формат: Цифровая загрузка                        |
| Drip God                                                               | - Выпущен: 31 августа 2018 - Лейбл: The Sauce Factory - Формат: Цифровая загрузка                      |
| Sauce Ghetto Gospel                                                    | - Выпущен: 17 декабря 2018 - Лейбл: The Sauce Factory - Формат: Цифровая загрузка                      |
| New Sauce City                                                         | - Выпущен: 7 августа 2019 - Лейбл: The Sauce Factory - Формат: Цифровая загрузка                       |
| Sauce Ghetto Gospel 2                                                  | - Выпущен: 6 декабря 2019 - Лейбл: The Sauce Factory - Формат: Цифровая загрузка                       |
| Lost In The Sauce (совместно с Sancho Saucy, как Sauce Twinz)          | - Выпущен: 3 апреля 2020 - Лейбл: The Sauce Factory - Формат: Цифровая загрузка                        |
| Sauce Train (совместно с El Trainn)                                    | - Выпущен: 6 апреля 2021 - Лейблы: The Sauce Factory, Create Music Group - Формат: Цифровая загрузка   |
| Birdz Hunt Snakes                                                      | - Выпущен: 7 апреля 2021 - Лейблы: The Sauce Factory, Create Music Group - Формат: Цифровая загрузка   |
| Sauce R&B                                                              | - Выпущен: 8 апреля 2021 - Лейблы: The Sauce Factory, Create Music Group - Форматы: Цифровая загрузка  |
| God of Texas                                                           | - Выпущен: 9 апреля 2021 - Лейблы: The Sauce Factory, Create Music Group - Формат: Цифровая загрузка   |
| Drill Spill                                                            | - Выпущен: 16 ноября 2021 - Лейблы: The Sauce Factory, Create Music Group - Форматы: Цифровая загрузка |
| Al Rage Walka                                                          | - Выпущен: 10 июня 2022 - Лейблы: The Sauce Factory, Create Music Group - Формат: Цифровая загрузка    |
| Sauce Beach Florida                                                    | - Выпущен: 26 августа 2022 - Лейблы: The Sauce Factory, Create Music Group - Формат: Цифровая загрузка |